# Otjisumeite
L'otjisumeite è un minerale.